# Ogcodes fortnumi
Ogcodes fortnumi är en tvåvingeart som beskrevs av John Obadiah Westwood 1876. Ogcodes fortnumi ingår i släktet Ogcodes och familjen kulflugor. Inga underarter finns listade i Catalogue of Life.